# روبرت روبن جونز
روبرت روبن جونز (بالإنجليزية: Robert Reuben Jones)‏ (1902 بغيتسهيد في المملكة المتحدة - ) هو لاعب كرة قدم بريطاني في مركز الهجوم. لعب مع هدرسفيلد تاون.